# Talassa (satèl·lit)
|  | Per a altres significats, vegeu «Thalassa». |

Talassa, també conegut amb el sobrenom de Neptú IV, és el segon satèl·lit més proper del gegant gasós, Neptú. A la mitologia grega Thalassa era coneguda com la germana d'Èter i d'Hemera, era la deessa primordial del mar i en particular la personificació del mar Mediterrani.
Va ser descobert per la sonda espacial Voyager 2 a través d'unes fotografies. Se li va atorgar el sobrenom de S/1989 N 5, per a després, al setembre de 1991 canviar al nom actual.
Talassa no té una forma circular; té una forma irregular, com un asteroide. Posseeix un diàmetre superior a 108 km, i una gèlida temperatura de 51 K. No té signes de modificació geològica recent, és a dir, és inactiva en termes geològics. Com la majoria de satèl·lits de Neptú, es creu que està formada per trossos d'altres cossos capturats per la gravetat de Neptú, ja que els antics es van acostar massa al límit de Roche, i van quedar polvoritzats. Com molts altres, d'aquí a milers d'anys, passarà el ja esmentat límit de Roche i es convertirà en trossos de roca, que s'ajuntaran més tard per formar altres satèl·lits, o anells planetaris. Aquest fred món triga 0,31148444 dies a fer la volta a Neptú, que serien unes 7 hores i mitja. La seva òrbita és esfèrica quasiperfecta; només té 0,0002 graus d'excentricitat. També la seva inclinació orbital és minúscula; 0,21 graus.